# Triumwirat
Triumwirat – zgromadzenie złożone z trzech osób (z łaciny trium viri – trzech mężów) mające na celu wykonanie określonych zadań.
Triumwirat można uznawać za formę ustroju politycznego, jednak naprawdę nie jest to odmienny ustrój, a jedynie szczególny przypadek dyktatury bądź oligarchii. W dyktaturze triumwirat zajmuje miejsce jednego władcy (przejmuje jego uprawnienia, przywileje i obowiązki). Gdy mówimy o triumwiracie w oligarchii to rozumiemy przez to fakt, że grupa rządząca (oligarchowie) składa się z trzech osób.

## Starożytność

### Starożytny Rzym (Republika rzymska)
W Rzymie dwukrotnie zawiązywano triumwirat:
- I triumwirat został powołany w roku 60 p.n.e. przez Gnejusza Pompejusza, Gajusza Juliusza Cezara i Marka Krassusa. Istniał do 53 p.n.e., do śmierci Krassusa podczas wojny z Partami. Pozostali triumwirowie stoczyli ze sobą wojnę, która zakończyła się klęską Pompejusza pod Farsalos (48 p.n.e.) i zdobyciem pełni władzy przez Cezara.
- II triumwirat został powołany w roku 43 p.n.e. przez Oktawiana[1], Marka Antoniusza i Marka Lepidusa. Jego celem początkowym było ukaranie zabójców Cezara – Brutusa i Kasjusza, co nastąpiło rok później, kiedy obaj ponieśli klęskę i zginęli w bitwie pod Filippi. Triumwirat istniał do około 36 p.n.e., kiedy to Oktawian pozbawił władzy Lepidusa. Wojna o całkowitą władzę w Rzymie pomiędzy Antoniuszem a Oktawianem zakończyła się klęską tego pierwszego pod Akcjum (31 p.n.e.) i zdobyciem pełni władzy przez Oktawiana, pierwszego imperatora Rzymu od 27 p.n.e.

### Chiny
W starożytnych Chinach jeden z triumwiratów został zawiązany w czasie panowania Dynastii Han, kiedy to po śmierci cesarza Wudi w 87 p.n.e. władzę objęli trzej dostojnicy (Trzej Ekscelencje): Huo Gang, Jun Midi, i Shangguan Jie którzy sprawowali ją w imieniu małoletniego cesarza Zhaodi.
Trzej Ekscelencje było to gremium składające się z trzech najważniejszych urzędników państwowych czasów dynastii Han:
- Kanclerz
- Sekretarz Cesarstwa
- Najwyższy Dowódca Sił Zbrojnych

## Nowożytność

### Francja
- Pierwszy triumwirat w rewolucyjnej Francji tworzyli członkowie Komitetu Ocalenia Publicznego, który w l. 1793–1794 sprawował praktycznie władzę we Francji: Maksymilian Robespierre, Louis de Saint-Just i Georges Couthon.

- Drugi triumwirat istniał w latach 1799–1804 za rządów Konsulatu; od zamachu 18 brumaire’a roku VIII (9 listopada 1799) zorganizowanego przez Napoleona Bonapartego do momentu wprowadzenia przez Napoleona I Cesarstwa 18 maja 1804[2]. Władzę sprawowali wówczas trzej konsulowie z kadencją dziesięcioletnią, chociaż faktyczne rządy sprawował Napoleon – od 1802 dożywotni konsul, zaś dwóch pozostałych konsulów miało głos doradczy. Urząd konsula sprawowali:

- I konsul: Napoleon Bonaparte (9 listopada 1799 – 18 maja 1804; od 1802 konsul dożywotni)
- II konsul:
  1. Emmanuel-Joseph Sieyès (9 listopada 1799 – 24 grudnia 1799)
  2. Jean-Jacques Régis Cambacérès (27 grudnia 1799 – 18 maja 1804)
- III konsul:
  1. Roger Comte de Ducos (9 listopada 1799 – 27 grudnia 1799)
  2. Charles François Lebrun (27 grudnia 1799 – 18 maja 1804)

### Republika Rzymska (1849)
W Republice Rzymskiej w 1849 roku rządziły 2 triumwiraty:
1. 29 marca – 1 lipca 1849: Carlo Armellini, Giuseppe Mazzini, Aurelio Saffi
2. 1 lipca do 4 lipca 1849: Aurelio Saffi, Alessandro Calandrelli, Livio Mariani

### Grecja
Istniał w Grecji od 30 stycznia do 30 października 1863. Po obaleniu króla Ottona I władze przejął triumwirat w składzie: Dimitrios Wulgaris (premier), Konstandinos Kanaris i Benizelos Rufos. Triuwirat przekazał władze nowemu królowi Grecji – Jerzemu I

### Argentyna
W państwie o nazwie Zjednoczone Prowincje Rio de La Plata przed powstaniem Argentyny rządził w latach 1811–1812 triumwirat: Feliciano Chiclana, Juan José Paso i Manuel de Sarratea; w l. 1812–1813: Juan José Paso, Nicolás Rodríguez Peña, Antonio Álvarez Jonte.

### Rosja Radziecka/ ZSRR
- I triumwirat: w maju 1922 na skutek pogarszającego się stanu zdrowia Włodzimierza Lenina uformował się triumwirat, który miał w jego imieniu, a także po śmierci (w 1924) sprawować władzę: Lew Kamieniew, Józef Stalin, Grigorij Zinowjew. Istniał on do 1925 r., kiedy to Kamieniew i Zinowiew zerwali współpracę ze Stalinem.

Kolejne dwa triumwiraty kierowały ZSRR:
- 13 marca – 26 czerwca 1953 – po śmierci J. Stalina triumwirat tworzyli: Gieorgij Malenkow, Ławrientij Beria i Wiaczesław Mołotow do aresztowania i rozstrzelania Berii.
- 1964–1977 po odsunięciu Nikity Chruszczowa od funkcji I sekretarza KPZR władzę w partii i państwie sprawowali: Leonid Breżniew (jako I Sekretarz KPZR), Aleksiej Kosygin (jako premier) i Anastas Mikojan (jako przewodniczący Rady Najwyższej ZSRR). Triumwirat przestał istnieć gdy Breżniew został w 1977 przewodniczącym Rady Najwyższej ZSRR.

### Rumunia
- W roku 1866 po obaleniu księcia Aleksandra Jana Cuzy władzę przejęła Rada Regencyjna w składzie: Lascăr Catargiu, Nicolae Golescu, Nicolae Haralambie (1866) – sprawowała władzę do koronacji Karola I

- Po śmierci króla Fredynanda I 22 lipca 1927, w imieniu niepełnoletniego Michała I władze w Rumunii objęła Rada Regencyjna w składzie: książę Mikołaj, patriarcha Miron Cristea i I prezes Sądu Kasacyjnego Gheorghe Buzdugan[3] (zastąpił go po śmierci w 1929 Constantin Sărăţeanu). Rada Regencyjna zakończyła rządy 7 czerwca 1930, gdy nowym królem został Karol II.

### Polska

#### Rząd Narodowy Rzeczypospolitej Polskiej
Rząd polski powołany przez władze powstańcze powstania krakowskiego 22 lutego 1846. Istniał aż do czasu zdławienia powstania przez wojska austriackie 3 marca 1846. Nie miał jednak znaczenia ogólnopolskiego a jego władza ograniczała się w krótkim okresie do Krakowa i okolic.
Na czele Rządu w dniach 22–24 lutego 1848 stał triumwirat:
- Jan Tyssowski (Galicja),
- Ludwik Gorzkowski (Wolne Miasto Kraków)
- Aleksander Grzegorzewski (Królestwo Kongresowe), kontrolujący prace Rady Ministrów.

#### Rząd Narodowy (powstanie styczniowe)
Podziemna struktura dążąca do przejęcia władzy na terenie Królestwa Polskiego i Ziem Zabranych w czasie powstania styczniowego
W dniach 19–20 marca 1863 Rządem kierowała Wykonawcza Komisja Dyktatorska w składzie:
- Agaton Giller
- Stefan Bobrowski
- Józef Kajetan Janowski

#### Rada Regencyjna
W Polsce formę triumwiratu przyjęła Rada Regencyjna, która powstała na podstawie patentu w sprawie władzy państwowej w Królestwie Polskim opublikowanego 15 września 1917 i miała oficjalnie sprawować władzę zwierzchnią nad zależnym od obu państw centralnych Królestwem Polskim.
Radę Regencyjną tworzyli:
- Zdzisław Lubomirski
- Aleksander Kakowski
- Józef Ostrowski

Rada Regencyjna 7 października 1918 roku ogłosiła niepodległość Polski, a 11 listopada 1918 roku przekazała naczelne dowództwo nad wojskiem polskim Józefowi Piłsudskiemu, zaś 14 listopada 1918 r. rozwiązała się mocą własnego dekretu przekazując pełnię swej władzy Piłsudskiemu.

#### Rada Trzech
Innym triumwiratem w dziejach Polski była Rada Trzech działająca w Londynie na uchodźstwie w l. 1954–1972 – miała ona od 1956 prerogatywy prezydenta RP na wychodźstwie i była konkurencyjnym organem wobec prezydentury Augusta Zaleskiego. Rada Trzech rozwiązała się w lipcu 1972 po śmierci Augusta Zaleskiego, uznając za prezydenta wskazanego przez niego na następcę Stanisława Ostrowskiego.
Skład Rady Trzech:
1. 1954–1955 Władysław Anders, Tomasz Arciszewski, Edward Bernard Raczyński
2. 1956–1966 Władysław Anders, Edward Bernard Raczyński, Tadeusz Bór-Komorowski
3. 1966–1968 Władysław Anders, Edward Bernard Raczyński, Roman Odzierzyński
4. 1968–1969 Władysław Anders, Edward Bernard Raczyński, Stanisław Mglej
5. 1969–1970 Władysław Anders, Edward Bernard Raczyński, Alfred Urbański
6. 1970–1972 Stanisław Kopański, Edward Bernard Raczyński, Alfred Urbański

#### Rada Prezydencka (projekt)
W lutym 1945 podczas konferencji w Jałcie prezydent USA Franklin Delano Roosevelt zaproponował utworzenie Rady Prezydenckiej, jako kolegialnego organu pełniącego funkcję głowy państwa który miałby powołać Rząd Tymczasowy Jedności Narodowej, sprawujący władzę w Polsce do czasu wolnych wyborów. W skład tej Rady mieliby wejść:
- Bolesław Bierut – przewodniczący KRN
- Stanisław Grabski – były poseł, ekonomista
- Adam Stefan Sapieha – arcybiskup metropolita krakowski[6].

Przywódca ZSRR Józef Stalin miał stwierdzić, że obecność Sapiehy ułatwiłaby rokowania, ale... nie jest znany adres biskupa.

## Współczesność
- Bośnia i Hercegowina – w Bośni i Hercegowinie funkcje głowy państwa pełni trzyosobowe Prezydium Republiki, złożone z przedstawicieli trzech głównych grup etnicznych: muzułmańskiej, chorwackiej i serbskiej, wybieranym w wyborach powszechnych na kadencję czteroletnią. Na jego czele stoi przewodniczący, zmieniający się rotacyjnie co 8 miesięcy.

- Unia Europejska – w UE po Traktacie lizbońskim (2009) nieformalny triumwirat tworzą osoby zajmujące trzy najważniejsze stanowiska w UE:
  - Przewodniczący Rady Europejskiej
  - Przewodniczący Komisji Europejskiej
  - Wiceprzewodniczący Komisji Europejskiej i zarazem Wysoki przedstawiciel Unii do spraw zagranicznych i polityki bezpieczeństwa

- Austria – 8 lipca 2016, w związku z końcem kadencji Heinza Fischera i unieważnieniem wyników drugiej tury wyborów jego następcy, obowiązki prezydenta Republiki Austrii objął triumwirat: Doris Bures – przewodnicząca Rady Narodowej i dwaj wiceprzewodniczący: Karlheinz Kopf i Norbert Hofer
- Commonwealth realm

Istnienia triumwiratu można się też doszukiwać w państwach Commonwealth realm (poza Wielką Brytanią), są to:
Antigua i Barbuda, Australia, Bahamy, Barbados, Belize, Grenada, Jamajka, Kanada, Nowa Zelandia, Papua-Nowa Gwinea, Saint Kitts i Nevis, Saint Lucia, Saint Vincent i Grenadyny, Tuvalu i Wyspy Salomona; a także w państwach stowarzyszonych z Nową Zelandią, których głową również jest brytyjski monarcha: Niue i Wyspy Cooka.
Faktyczny triumwirat tworzą następujące osoby:
- Monarcha brytyjski – obecnie król Karol III – jest z mocy prawa głową państwa
- Gubernator reprezentuje monarchę i rezyduje w danym państwie – de facto pełniąc funkcję głowy państwa,
- Premier – sprawuje realną władzę i stoi na czele państwa.
- Andora – Andora choć formalnie istnieje w niej diarchia – to jednak dwaj współksiążęta mają funkcję symboliczną i reprezentacyjną. Ich decyzje w sprawach wewnętrznych (z nielicznymi wyjątkami) i niektórych zagranicznych muszą podlegać kontrasygnacie premiera (ewentualnie Przewodniczącego Rady Generalnej), zaś pozostałe decyzje w sprawach zagranicznych dotyczących obronności i bezpieczeństwa Andory podejmują wspólnie z rządem księstwa[8].

Biorąc pod uwagę pozycję premiera jako faktycznego przywódcy Andorytriumwirat tworzą:
- współksiążę francuski – Emmanuel Macron (prezydent Francji)
- współksiążę episkopalny – Joan Enric Vives Sicília (biskup La Seu d’Urgell)
- premier – Xavier Espot Zamora